# Kobler (Familienname)

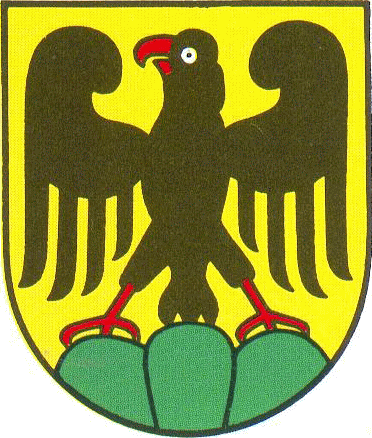
Wappen Kobler (Oberriet) Entstehungszeitraum: 1950

Kobler ist ein Familienname mit Ostschweizer Wurzeln. Der Ursprung stammt aus Oberriet Holzrhode (SG).

## Etymologie
Ursprung des Namens als Bezeichnung für eine Wohnstätte. Das Wort 'kobil' hatte im Althochdeutschen die Bedeutung 'Schlucht' oder 'Hügel' (engl. 'hill'). Im Mittelhochdeutschen wurde 'kobel' für 'Felsenschlucht' verwendet. Prof. Hans Stricker von der Universität Zürich erklärte: „Im Schweizerdeutschen bedeutet 'der Chobel' einen 'überhängenden Fels', abgeleitet von mittelhochdeutsch 'kobel' für 'Fels, Schlucht'. Das Wort hat seinen Ursprung in lateinisch 'cubulum', was 'kleine Lagerstätte' für Tiere bedeutet, und im Rätoromanischen wird es 'cuvel' genannt, was 'Höhle' bedeutet. Koblen (oder Choblen) ist der Dativ der Mehrzahl von Kobel, daher bedeutet 'bei den Koblen' etwa 'am Ort mit den überhängenden Felsen'. Dieser Namensstil kommt in der Region recht häufig vor, auch in Vorarlberg.“ Der Name hat daher wahrscheinlich eine Verbindung zu Koblen (Gemeinde Rüthi), Kobel und Kobelwald.
Das Wappen wurde leicht modifiziert nach dem Siegel von Johann Jacob Kobler, dem Sohn eines Müllers und Bademeisters, aus Kobelwies im Jahr 1795.

## Namensträger
- Andreas Kobler (1816–1892), österreichischer Mathematiker und Historiker
- Arthur Kobler (1905–2003), Schweizer katholischer Geistlicher und Historiker
- Erich Kobler, deutscher Filmregisseur und Drehbuchautor
- Florian Kobler (* 1988), österreichischer Schriftsteller
- Franz Kobler (1882–1965), böhmisch-jüdischer Schriftsteller und Publizist
- Giovanni Kobler (1811–1893), Jurist und Historiker
- Julius Kobler (1866–1942), deutscher Schauspieler und Theaterregisseur
- Karl Kobler (* 1955), Schweizer Bergführer
- Konrad Kobler (* 1943), deutscher Politiker (CSU), MdL Bayern
- Michael Kobler (1933–2011), deutscher Jurist und Hochschullehrer
- Martin Kobler (* 1953), deutscher Diplomat
- Renate Kobler (* 1961), österreichische Diplomatin
- Seraina Kobler (* 1982), Schweizer Schriftstellerin und Journalistin
- Uwe Kobler (* 1977), deutscher Rapper und Musiker, siehe Uwe Kaa
- Victor Kobler (1859–1937), Schweizer Erfinder